# Чёрнайская волость
Чёрнайская волость (латыш. Čornajas pagasts, латг. Malnuo Dyužgola pogosts), также Чернайская волость, Чёрная волость — территориальная единица Резекненского края Латвии. На севере граничит с Гришканской волостью, на востоке — со Столеровской и Каунатской волостями, на юге — с Маконькалнской волостью, а на западе — с Лузнавской и Озолайнской волостями. Волостной центр находится в селе Чёрная.
Часть территории волости занимает национальный парк Разнас.

## Население
Численность населения волости на середину 2010 года составляет 1418 человек, на начало 2015 года — 1210 человек.
По данным переписи населения Латвии 2011 года, из 1268 жителей волости русские составили 52,76 % (669 чел.), латыши —  40,93 % (519 чел.), украинцы —  2,05 % (26 чел.), белорусы —  1,97 % (25 чел.), поляки —  1,34 % (17 чел.).

## История
В 1945 году в Резненской волости Резекненского уезда был образован Чернойский сельсовет (латыш. Černoja ciema padome). После упразднения Резненской волости в 1949 году, Чернойский сельсовет вошёл в состав Резекненского района. 7 июля 1960 года Чернайскому сельсовету (латыш. Černajas ciema padome) присоединили территорию совхоза «Драудзиба» («Дружба») Вишского и Речинского сельсоветов. 12 июня 1963 года сельсовету присоединили территорию колхоза имени Чапаева Вишского сельсовета. В 1971 году присоединили часть территории упразднённого Бумбишкёвского сельсовета, а в 1973 году — часть территории Озолайнского сельсовета. В 1990 году сельсовет был реорганизован в волость. В 2009 году волость (латыш. Čornajas pagasts), как административную единицу, включили в состав Резекненского края.